# Cabria (Palencia)

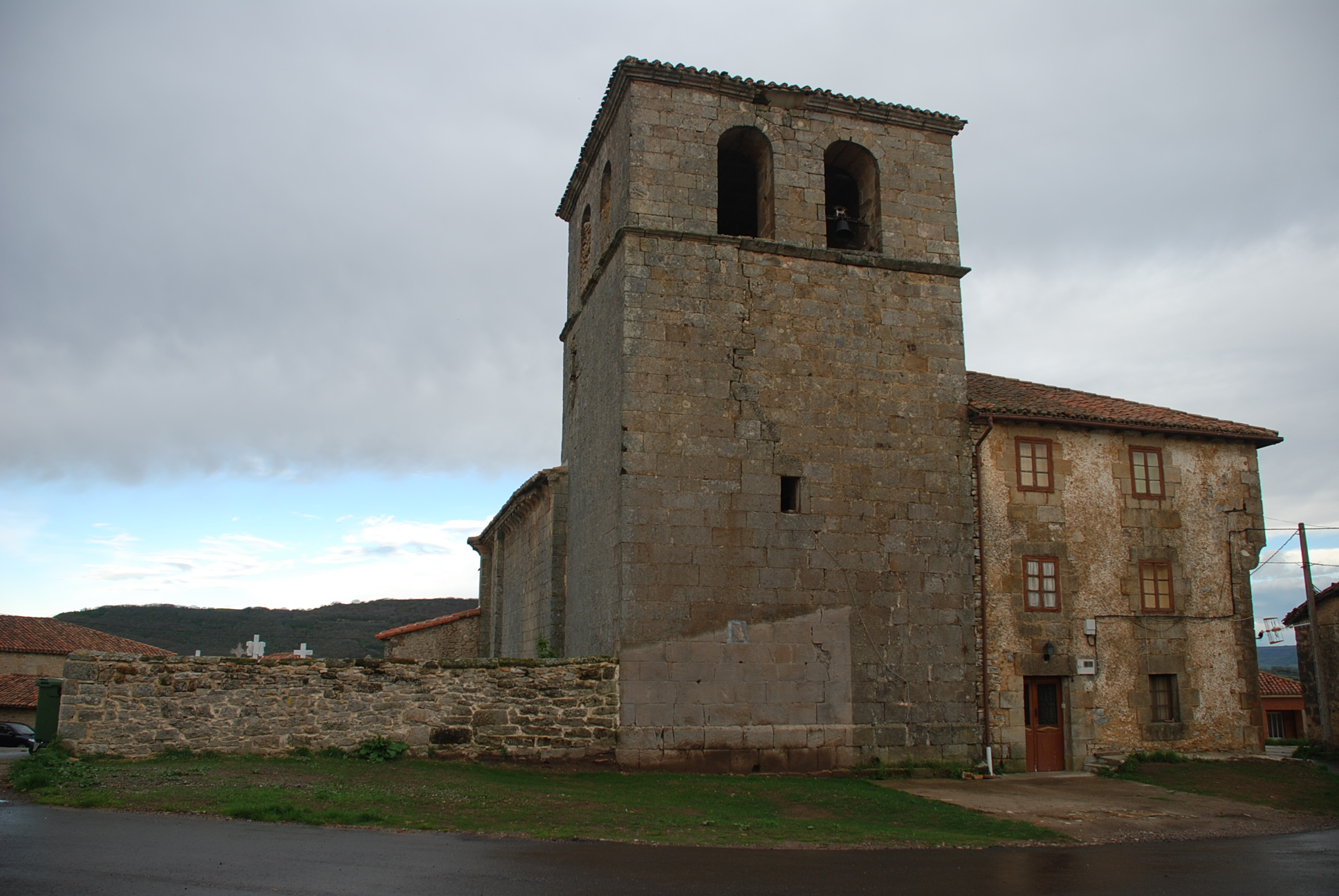
Iglesia de San Andrés.

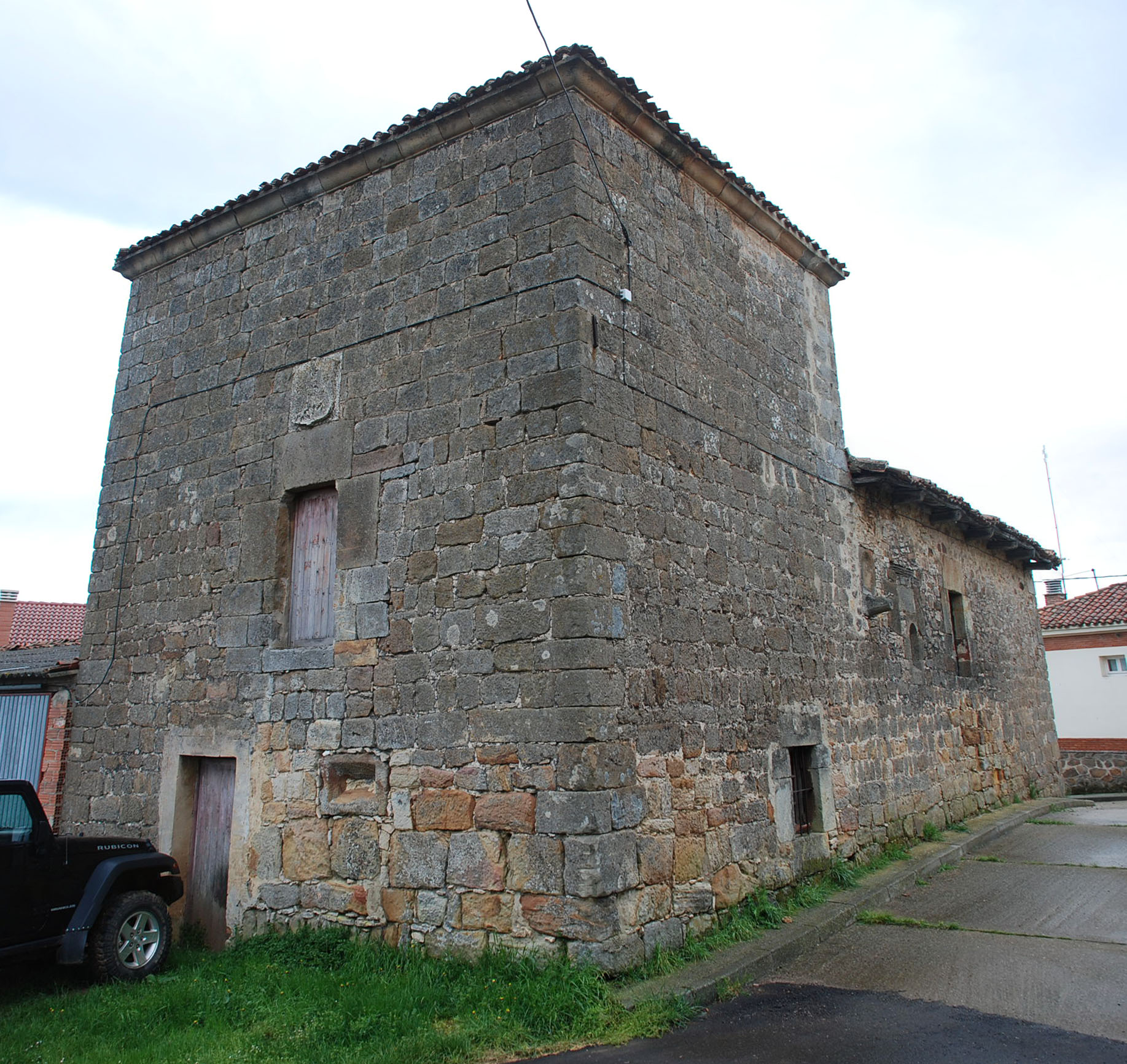
Torre de los Velarde en Cabria.

Cabria es una localidad de la provincia de Palencia (Castilla y León, España) que pertenece al municipio de Aguilar de Campoo.
Está a una distancia de 4,5 km de Aguilar de Campoo, la capital municipal, en la comarca de Campoo.

## Demografía
Evolución de la población en el siglo XXI
| Gráfica de evolución demográfica de Cabria entre 2000 y 2020       |
|                                                                    |
| Población de derecho (2000-2020) según el padrón municipal del INE |

## Historia
A la caída del Antiguo Régimen la localidad se constituye en municipio constitucional que en el censo de 1842 contaba con 14 hogares y 73 vecinos, para posteriormente integrarse en Nestar . Por tanto, hasta mediados del siglo XIX era un municipio independiente. En esa época es anexionado al municipio de Nestar, y en los años 1970 ambos a Aguilar de Campoo.

## Patrimonio
- Iglesia de San Andrés: Templo románico bajo la advocación de San Andrés, parroquial de la localidad. Destaca por ser uno de los pocos edificios palentinos que conservan la inscripción de consagración, realizada en abril de 1222. Posee una interesante portada, de arco apuntando y seis arquivoltas, cobijada por un pórtico del siglo XVIII.
- Casa torre de los Velarde: la cual cuenta con un excelente blasón en una de sus fachadas.
- Castillo de Cabria: A la entrada del pueblo, ocultos entre las construcciones modernas, se conservan los restos del castillo. Tenía forma casi cuadrada midiendo 35 metros de largo por 34 de ancho y muros de 2 metros de espesor, de los que aún se conservan hasta 1,30 de altura en algunas partes. Se encuentra construido con mampostería, empleándose lajas inclinadas en algunas partes. Sobre parte del lienzo Noroeste, aprovechado como pared, se ha levantado una nave agrícola desde cuyo interior se puede ver perfectamente los restos de la muralla que continúa 4,70 metros por delante de la nave y 2,30 en la parte posterior. Del muro Suroeste también son visibles 16 metros, mientras que el Noreste, que se conserva en gran parte, está separado apenas unos centímetros de una construcción que se levanta paralela a él. Por último, sobre el lienzo Suroeste se han construido viviendas y naves. El interior de la fortificación forma un patio cuyo nivel corresponde a la altura superior de los muros.
- Venta de Cabria: Uno de los edificios más nombrados de cabria, fue la hoy día desaparecida Venta y cuya localización estaría vinculada al Camino Real, que se construyó por real orden de Carlos III de España y cuyas obras se iniciaron en 1748. A la vera de este camino, sobre el cual se levantó el trazado de la carretera Nacional 611, estaría esta importante venta o posada que sería posta entre Aguilar de Campoo y la cercana ciudad de Reinosa.